# Shīrghān
Shīrghān (persiska: شیرغان) är en ort i Iran.   Den ligger i provinsen Nordkhorasan, i den nordöstra delen av landet, 600 km öster om huvudstaden Teheran. Shīrghān ligger 1 660 meter över havet och antalet invånare är 140.
Terrängen runt Shīrghān är kuperad. Runt Shīrghān är det ganska glesbefolkat, med 38 invånare per kvadratkilometer. Närmaste större samhälle är Fārūj, 19,1 km norr om Shīrghān. Omgivningarna runt Shīrghān är i huvudsak ett öppet busklandskap.